# クイズ!紳助くん
『クイズ!紳助くん』（クイズ!しんすけくん）は、1993年10月2日から2011年9月26日まで、主に朝日放送（ABCテレビ）で毎週月曜日の23:17 - 翌0:17（JST）の深夜番組『ナイトinナイト』枠で放送されていたクイズバラエティ番組・トーク番組（月曜移動後の1994年4月から2000年3月までは番組名『ナイトinナイト』、番組内企画名『クイズ!紳助くん』として放送）。島田紳助の冠番組。
『クイズ!紳助くん』としての放送は、司会の島田紳助の引退直前の2011年8月22日まで放送され、同年8月29日から9月26日まではリポーター集団『なにわ突撃隊』を前面に出し『熱血!なにわ突撃隊スペシャル』として放送されていた。字幕放送。『クイズ!紳助くん』の放送では、当時、CS放送「スカイ・A sports+」でも放送されていた。

## 概要
本番組の原点となる番組『クイズ仕事人』が1980年代後半に放送され1990年には全国放送に発展（その後内容を一新した『クイズバトルロイヤル待ったあり』となった）したものの、関東エリアでの視聴率がまったく振るわずその結果短期間（通算1年半）で打ち切りとなった。その後、1993年10月2日に土曜日 23:55 - 翌0:50の枠で放送をスタート。しかし、視聴率がいまひとつ伸びなかった。翌年『ナイトinナイト』月曜日の枠へ移動した。曜日移動後は視聴率が上昇、安定した人気番組となる。なお、2007年4月9日放送分より字幕放送対応になった。2007年10月からはハイビジョン制作となった。
ちなみに、この番組は1998年の一時期にテレビ朝日で逆ネットで放送されたことがある（当時、金曜深夜に放送されていた『探偵!ナイトスクープ』が日曜正午に移った際の後番組）。
毎回、関西を活動拠点としている若手お笑い芸人が中心となって編成されたリポーター軍団「なにわ突撃隊」から1 - 3名程度が全国を飛び回り決死の覚悟での体当たり取材を展開し、それを基にクイズを出題するとともに司会の島田紳助とゲストパネラーの白熱のトークバトルを展開する。
ただ、余りにも紳助の熱弁振りにトークが長いため、収録に使うビデオテープは毎回2本分になるという。紳助自身も番組内で「クイズは短く、トークは長く」とまで発言しているほどである（詳細は下記）。
アシスタントはその後女優やタレントして活躍する藤原紀香、永田杏奈、和希沙也、大沢あかねらが務めた。2009年4月から、ABCアナウンサー・堀友理子が7代目アシスタントに就任した。歴代アシスタントの中で、ABCの現役女子アナのアシスタント起用は堀が最初で最後であった。
基本的には隔週月曜日昼～夜に大阪・ヨシモト∞ホール大阪（旧NGKスタジオ）で収録し、その1カ月後に放送。以前はABC第1スタジオにて収録された。
なお、2007年2月28日には初のDVDとなる『クイズ!紳助くん～なにわ突撃隊 傑作選～』が発売された。
2009年より、夏の全国高校野球大会の開催中は自社製作の特別番組を組むため、2週間にわたり休止した。

### 紳助芸能界引退、番組打ち切り決定
- 紳助の芸能界引退に伴い、収録済みで放送予定だった2011年8月29日から9月12日放送分までの計3回分が、放送されないことになった[1]。また、放送継続か否かの措置が決まる、8月29日から9月26日放送分まで『熱血!なにわ突撃隊スペシャル』が放送された（詳細は#熱血!なにわ突撃隊スペシャル参照）。
- 放送継続に関しては、朝日放送は8月30日に検討中であることを発表[2][3][4]。番組ホームページ本体は、紳助の芸能界引退から2日後の8月25日に閉鎖。朝日放送のホームページ上からも本番組の公式サイトが消去されている（ABCの本番組の公式サイトへのリンクも消されているなど）。
- 朝日放送は2011年9月20日に本番組を打ち切ると同時に、10月から新番組を開始することを正式発表した[5]。これにより1993年10月から始まった同番組は紳助引退後の『熱血!なにわ突撃隊スペシャル』と合わせて、18年の放送に幕を降ろした。同時に朝日放送の公式サイトからも本番組が完全に削除された。ナイトinナイト月曜における後番組は、2011年10月25日までナイトinナイト火曜に放送されていた『ごきげん!ブランニュ』が2011年10月31日から月曜に移動して放送されている。2011年10月3日から24日までの月曜日は、2011年8月に特番で放送され好評を得た『品川・千鳥のラブリー芸人家族』をつなぎ番組として放送した[6]。ナイトinナイト火曜には、雨上がり決死隊が司会を務める『雨上がりのやまとナゼ?しこ』[7]が『ごきげん!ブランニュ』の後番組として、2011年11月1日から放送されている[8][9]。
- また毎年開催されている大晦日特番はナイトスクープ単独となった。
- また、遅れネット系列局では本番組の放送枠に別番組を放送した他、スカイ・Aでは8月29日以降の放送を『探偵!ナイトスクープ』に差し替えた[10]。

## ルール
解答者はVTRで出題される問題に対して、フリップに書いて答える。
各問題には予め賞品が設定されており（1問目、2問目は賞品1つ、最終問題の3問目は賞品2つ）、出題の後に続けて紹介される。正解するとその賞品を写した写真のパネルが解答者席に置かれる。
最も多くの賞品パネルを獲得した解答者がトップ賞。トップの解答者は、獲得したパネルの賞品のうち1つを視聴者プレゼントとし（どの賞品を視聴者プレゼントに回すかは基本的に紳助が決める）、その1つを除いた残りの賞品すべてを獲得することができる。トップの解答者以外は賞品を獲得することができない。

## 出演者

### 司会
- 島田紳助

### 歴代アシスタント
- 初代 ：藤原紀香（1994年 - 1997年12月）
- 2代目：萩原由紀（1998年1月 - 1998年6月）
- 3代目：柳明日香（1998年7月 - 2000年12月）
- 4代目：永田杏奈（2001年1月 - 2004年10月）
- 5代目：和希沙也（2004年10月 - 2006年12月）
- 6代目：大沢あかね（2007年1月 - 2009年3月）※アシスタントを卒業した翌週にゲストとして登場。
- 7代目：堀友理子（当時朝日放送アナウンサー、2009年4月 - 2011年8月）

※アシスタントはこれまですべてタレントだったが、7代目は局アナとなった。紳助曰く「経費節減のため」のとのこと。
※2008年3月3日・3月10日放送分は大沢が体調不良のため当時なにわ突撃隊のメンバーだった大西初愛が代役を務めた。なお番組開始当初はアシスタントが存在しておらず、紳助が1人で問題読み・進行を行っていた。
- これに関しては著書「いつも心に紳助を」に記述されている上、2010年11月23日に放送された朝日放送開局60周年特番内の「ナイトinナイトの歴史」において1人で司会進行をしている紳助の姿が放送されている。

### 解答者
レギュラー
- 円広志
- 板東英二、長原成樹 - 隔週
- ロザン、麒麟 - 隔週

※円以外のパネラー陣は隔週出演で、番組末期は板東・麒麟、長原・ロザンの組み合わせで出演する例が多かった。解答席は向かって左から板東（ゲスト）、長原（ゲスト）、女性ゲスト、ロザン（麒麟）、円の順。
過去のレギュラー
- ぼんちおさむ
- 角田信朗
- 土建屋よしゆき
- 福本豊
- 高木美保
- 高樹澪
- 田中美奈子
- 青田典子 ほか

### ナレーション
- 川下大洋

### なにわ突撃隊
- 正規軍：パンチみつお、島田まさし
- 維新派：七井貴行、
- 新人隊員（2005年～）：タックルながい。、 シベリア文太、カラテカ、プラスマイナス
- 新人隊員（2006年～）：浅井優（山田カントリー）、南條庄祐（うずまき[注 2]）
- 新人隊員（2008年～）：山田ゆき
- 新人隊員（2008年後半～）：三浦マイルドはるま、ゴメス★河田、服部ひで子
- 新人隊員（2009年～）：フキノタイタン、めっちゃ細田（小褄取り）、みっこ（ズーキーパー ）、乾唯里菜
- 新人隊員（）：服部ひで子、十手リンジン、井上マー、まる子、ツインゴリラ、ちょも
- かつてのなにわ突撃隊：竹内ゆうじ、長原成樹、ココリコ、月亭八光、山田花子、ブラックマヨネーズ、柳瀬暁生、スプモーニ 、バイキング、ギャオス、西科孝仁、野呂祐介（元騎兵隊）、細川博一、四次元ナイフ、ストリーク、なかやまきんに君、ババリア、大山姉妹（大山ルミ、大山恵理乃）、なんしぃ（大好物）、松村一平（うずまき）、大西初愛、アンナ、山崎智、まる子、宮川たま子、赤枝卓（オバアチャン）、たいぞう、大平まさひこ、加藤雅宏、小寺理花、あず ほか

歴代隊長
- 初代：長原成樹
- 2代目：島田まさし
- 3代目：野呂祐介
- 4代目：山口理恵（スプモーニ）

※タックルながい。が島田紳助により一時期隊長に任命されたが、当の紳助がそれを忘れていた。そのため改めて実施された隊員による投票の結果、山口が4代目隊長となった。

## スタッフ
- 構成：萩原芳樹/増山実、桑原尚志、上室尚子、濱野彰子、広瀬史幸、たいが
- FD：森脇芳史（東通企画）
- AD：高岡めぐみ（ABC）
- 取材ディレクター：木部勇一（きべ事務所）、都間清之（ビーワイルド→パワーステーション）、能嶋幸一（東通企画→創太→SSSystem→バックドロップ）、竹原岳志（オフィスりぷる→Public Image）、端山竜二（ABCリブラ）
- ディレクター：山田敬文・佐々木匡哉・白石和也（ABC）
- プロデューサー：山口正樹（ABC）/中山一郎（よしもとクリエイティブ・エージェンシー）
- 衣裳協力：南海部品
- スタッフ協力：関西東通（旧大阪東通→東通）、FULL HOUSE
- 制作協力：吉本興業
- 制作著作：ABC

### 過去のスタッフ
- チーフプロデューサー：秋山利謙（ABC、2008年4月～2009年12月まで、2002年4月～2008年3月まではプロデューサー）
- プロデューサー：小林慎一郎（番組開始～1999年5月）→石原康男（1999年6月～不明）
  - 吉本興業→よしもとクリエイティブ・エージェンシー側プロデューサー：原川大→岡部宏秋→阪口知里→石井英亮

- 構成：藤田智信、百田尚樹、儀賀保秀、香椎貴子、日沢伸哉（～2009年10月）
- ディレクター：大幸雅弘・板井昭浩・清水雄一郎・濵本幸治・内片輝・芝聡（ABC）
- 取材ディレクター：池田成男（東通企画→創太）、小山青志・佐々木進（JAWS）

## エピソード
- 2001年、突撃隊のメンバーだった西科孝仁が長野でのロケで両手の親指以外の指全てが凍傷（内5本[要出典]を切断）という重傷を負う。そのロケに帯同していたディレクターと所属の制作会社はこの責任を問われ制作を外された。

### 2004年の紳助謹慎時の対応
- この番組の収録前に起こった紳助の吉本興業の女性マネージャーに対する暴行事件により謹慎処分中の2004年11月1日放送分は通常通り放送したがその後の録画ストックがなかったため、11月8日放送分は休止し代って『笑いの金メダル』夏のネタ祭り（同年8月放送）を再放送した。15日放送は板東英二が代理司会を務めた（板東にとってはクイズ番組司会担当は日本テレビ放送網のかつての人気クイズ番組『マジカル頭脳パワー!!』（1999年9月終了）以来であり、5年ぶりのクイズ番組司会担当は代理という形での実現となった）。それ以後も番組レギュラーパネラーを中心に交代で担当したが12月6日は東野幸治、13日は福本豊、20日はトミーズ雅、2005年1月17日は東野幸治がそれぞれ担当した。そして新聞のテレビ欄は『クイズ!』のみの表記となった。
- 2005年1月24日放送分より紳助が司会復帰。また、新聞のテレビ欄の表記も通常通り『クイズ!紳助くん』（もしくは『紳助くん』）に戻った。
- CS放送のスカイ・エーでは紳助が復帰するまでの間、番組を一旦打ち切り別の番組に差し替えられていた（テレビ東京『開運!なんでも鑑定団』のBSジャパンでの遅れ放送の際も同様の対応をとっていた）。

## 特番など
- スタジオを飛び出しロケで様々な企画をしたり、また同局で放送されている『パネルクイズ アタック25』を紳助が司会、番組レギュラー陣が解答者（問題読みは本家同様・沢木美佳子）という形で行っている。後者のとき、うまくボケれば正解扱い（逆に言えば正解したり、ボケがすべれば不正解扱い）問題も出題されていた[注 3]。
- 1999年から2010年まで、毎年大晦日には『探偵!ナイトスクープ』と両番組の傑作VTRを流し合って対決する合体特番を放送していた。2010年年末現在の通算対戦成績は『紳助くん』側が7勝2敗3引き分けである（2006年の年末対決でナイトスクープが初勝利）。

### トーク!紳助くん
放送時間の関係でトークバトルは大部分がカットされる。場合によっては、オープニングからVTRが始まるまで1時間近くトークすることもよくある。そのために非公開のネタも多く、数ヶ月に1回程度（主に改編期）は「トーク!紳助くん」と題したトークバトル総集編が放送される。この回はクイズは一切流れない。1994年にはじめて放送したところ、深夜にもかかわらず17%もの視聴率をたたき出したため継続的にトーク総集編を放送するようになった。たいがいCMをはさみながらのテーマ別トーク（紳助の友人・恋愛・青春・アシスタントなど）コーナーにわかれている。また、「トーク!紳助くん」の際は通常放送よりも視聴率は高い傾向にある。

### 熱血!なにわ突撃隊スペシャル
2011年8月29日放送分より、タイトルの改題及び内容の変更を行い、レポーター集団『なにわ突撃隊』を前面に出し『熱血!なにわ突撃隊スペシャル』として、同年9月26日放送分まで放送されていた。
収録済みの8月29日から9月12日までの回はスタジオパートとクイズ出題部分をカットして放送した。また未収録の9月19日・26日放送分についても継続して放送した。

## 各地の放送時間とネット局
2011年8月の島田紳助引退直前時点で放送していた局
| 放送対象地域  | 放送局          | 系列           | 放送曜日・時間               | 遅れ       | 備考      |
| ------------- | --------------- | -------------- | ---------------------------- | ---------- | --------- |
| 近畿広域圏    | 朝日放送（ABC） | テレビ朝日系列 | 月曜 23:17 - 翌0:17          | 制作局     |           |
| 秋田県        | 秋田朝日放送    | テレビ朝日系列 | 金曜 1:15 - 2:10（木曜深夜） | 遅れネット |           |
| 山形県        | 山形テレビ      | テレビ朝日系列 | 土曜 13:00 - 13:55           | 遅れネット | [ 注 4 ]  |
| 静岡県        | 静岡朝日テレビ  | テレビ朝日系列 | 木曜 1:15 - 2:15（水曜深夜） | 遅れネット |           |
| 石川県        | 北陸朝日放送    | テレビ朝日系列 | 水曜 0:20 - 1:20（火曜深夜） | 遅れネット | [ 注 5 ]  |
| 中京広域圏    | メ〜テレ        | テレビ朝日系列 | 火曜 0:55 - 1:55（月曜深夜） | 遅れネット | [ 注 6 ]  |
| 山口県        | 山口朝日放送    | テレビ朝日系列 | 土曜 1:34 - 2:29（金曜深夜） | 遅れネット | [ 注 7 ]  |
| 香川県 岡山県 | 瀬戸内海放送    | テレビ朝日系列 | 火曜 0:20 - 1:15（月曜深夜） | 遅れネット | [ 注 8 ]  |
| 福岡県        | 九州朝日放送    | テレビ朝日系列 | 金曜 1:50 - 2:45（木曜深夜） | 遅れネット | [ 注 9 ]  |
| 大分県        | 大分朝日放送    | テレビ朝日系列 | 月曜 0:55 - 1:50（日曜深夜） | 遅れネット | [ 注 10 ] |
| 鹿児島県      | 鹿児島放送      | テレビ朝日系列 | 火曜 1:15 - 2:15（月曜深夜） | 遅れネット | [ 注 11 ] |
| 沖縄県        | 琉球朝日放送    | テレビ朝日系列 | 土曜 16:00 - 16:55           | 遅れネット | [ 注 12 ] |
| 日本全域      | Sky・A sports+  | CS放送         | 水曜 13:05 - 14:00ほか       | 遅れネット | [ 注 13 ] |

以前放送していた局
- テレビ朝日
- 北海道テレビ（2007年1月5日からネット再開していたが、2008年にネット打ち切り）
- 青森朝日放送（1997 - 1998年に不定期で放送。タイムテーブルでは「土曜スペシャル」と表記、大晦日特番は放送、また2008年4月26日には16:25から八甲田山の秘湯編が放送された。ハイビジョン制作。その後は、水曜未明（火曜深夜）の『ペケ×ポン』休止時などに放送されることがあった）
- 東日本放送（2011年3月で打ち切り）
- 福島放送
- 長野朝日放送（2009年10月7日 - 2010年3月31日）
- 北日本放送（NNN/NNS系列、1994年頃および1996年頃に放送されている。1994年頃は土曜 1:40 - 2:35[14]、1996年頃は木曜 1:30 - 2;25[15]）→富山テレビ（FNS系列、1990年代終盤頃?に半年程度ではあるが放送されていた事がある）
- 日本海テレビ（NNN/NNS系列、大晦日特番を先行放送をしたこともある。）
- 広島ホームテレビ（大晦日特番は現在も同時ネット）
- 愛媛朝日テレビ（2008年10月頃打ち切り。しかし、大晦日特番は打ち切り後も放送）
- テレビ高知（JNN系列）
- 新潟テレビ21
- 四国放送（NNN/NNS系列、2010年9月25日打ち切り）
- 長崎文化放送

単発放送のみの局
- 岩手朝日テレビ（岩手県でのロケが行われた回のみ放送）

※テレビ朝日系列局の中で単発を含め1度もネットされたことがないのは熊本朝日放送のみである。